# Basílio de Moraes Júnior
Basílio Emídio de Moraes Júnior é um atleta brasileiro que competiu nos Jogos Pan-americanos de 2007. Ele disputou duas provas: nos 200m rasos, ficou em 15º nas semifinais e não avançou para a final. No revezamento 4x100m, ajudou a equipe brasileira a ganhar a medalha de ouro.